# Iván Zulueta
Pour les articles homonymes, voir Zulueta.
Iván Zulueta est un réalisateur et designer espagnol né le 29 septembre 1943 à Saint-Sébastien et mort le 30 décembre 2009 dans cette même ville. Il est principalement connu pour son film Arrebato en 1980.

## Filmographie

### Longs métrages
- 1970 : Un, dos, tres, al escondite inglés
- 1979 : Arrebato